# Batalla de Perusia
La batalla de Perusia fue un enfrentamiento militar ocurrido en el invierno de 41 a. C. y 40 a. C. entre Octavio y Lucio Antonio, quien estaba ayudando a Fulvia, esposa de su hermano Marco Antonio. Las fuerzas de Octavio obtuvieron la victoria, logrando la rendición de Perusia. Fulvia fue exiliada y murió de una enfermedad. Esto permitió que Marco Antonio pudiera casarse con la hermana de Octavio, lo que resultó en una paz temporaria entre él y Octavio.
- Datos: Q960915